# Lago Togo
Il lago Togo è un lago costiero situato nel sud del Togo e separato da una stretta striscia di terra dal golfo di Guinea. È situato in una vasta zona paludosa e con molte lagune che va approssimativamente dal delta del Niger, in Nigeria fino alla foce del fiume Volta, in Ghana. Il lago è il più grande lago dello Stato con i suoi 64 km² di superficie d'acqua. È conosciuto per la sua pescosità e per i vari sport acquatici che vi si praticano (come lo sci d'acqua).
Le città più importanti che si affacciano sul lago sono Togoville e Agbodrafo; è comunque distante circa 20 km dalla capitale Lomé e un po' di più dal confine ghanese, dista invece dal confine con il Benin circa 35—40 km.